# B-52's
The B-52's（ビー・フィフティートゥーズ）は、1976年にジョージア州アセンズで結成されたアメリカ合衆国のニュー・ウェイヴ・バンド。
バンド名はケイトとシンディの特徴的な盛り上がった髪型（いわゆるビーハイブヘア）の俗称（ボーイング社の爆撃機、B-52のノーズコーン部分に似ているため）から名付けられている。
なお、バンド名として他に「Tina-Trons」、「Fellini's Children」といった名前も候補に上がっていたが、ある日、メンバーのキース・ストリックランドがホテルのラウンジでバンド演奏をしている夢を見た時に、その夢の中で誰かがそのバンドの名前を「The B-52's」だと囁いていたことから、彼はThe B-52'sというバンド名を提案したという。

## 来歴
1978年4月、地元インディー・レーベルのDBレコーズからデビュー・シングル「ロック・ロブスター」をリリース。ニューヨークのライヴ・ハウス「CBGB」に出演していたところを、アイランド・レコードのオーナー、クリス・ブラックウェルに認められ、翌1979年にワーナー・ブラザース・レコードと契約した。ブラックウェルのプロデュースの下、バハマのナッソーでファースト・アルバムのレコーディングを行った。「ロック・ロブスター」と「52ガールズ」はこのとき再録音され、アルバム『警告! THE B-52'S来襲』は同年7月6日に発売された。50'sスタイルの派手な衣装に、奇妙奇天烈でひねりのあるサウンドが特徴。当時勃興していたパンク/ニュー・ウェイヴの新進アーティストとして注目を浴びる。同年11月、初の日本公演を行う。
1980年8月、レット・デイヴィスのプロデュースでセカンド・アルバム『禁断の惑星』を発表。
1981年7月、6曲入りのリミックス・アルバム『パーティ・ミックス』を発表。同年9月、トーキング・ヘッズのデヴィッド・バーンをプロデューサーに迎え、グループはアルバム制作のためニューヨークのブランク・テープ・スタジオに入った。バーンはソロ・アルバム『キャサリン・ホウィール/回転花火』のレコ―ディングで多忙を極めていたが、依頼を引き受けた。しかしバーンとレコード会社との軋轢のせいで、6曲しか録音できず、1982年1月にEP『メソポタミア』として発表した。
1983年にスティーヴン・スタンレイのプロデュースで3枚目のアルバム『ワーミィ・ワーミィ』を発表。
1985年、新作のレコーディング中にリッキー・ウィルソンがエイズのため急逝。1986年にトニー・マンスフィールドのプロデュースでアルバム『バウシング・オフ・ザ・サテライツ』を完成させるが、リッキーの死による影響で約2年間、活動を休止する。
1988年、音楽活動を再開し、翌1989年にリプリーズ・レコードへ移籍。同年ナイル・ロジャースとドン・ウォズのプロデュースによるアルバム『コズミック・シング』を発表。シングル・カットされた「ラヴ・シャック」「ローム」が大ヒット。「デッドビート・クラブ」もヒットした。以降はアメリカでも人気が定着。1991年にはケイト・ピアソンが同じアセンズ出身のバンドであるR.E.M.のアルバム『アウト・オブ・タイム』に参加、こちらも大ヒットを記録する。
その後、シンディが脱退したものの、1992年に前作と同じくナイル・ロジャースとドン・ウォズのプロデュースにより、アルバム『グッド・スタッフ』を発表。1994年には映画『フリントストーン』のテーマ曲を手がけた。映画本編にもネオ原始人のふん装で登場し、The B-52'sならぬ、The BC-52'sとして大ヒットを記録。
1998年にはシンディが復帰し、ベスト盤『タイム・カプセル～ベスト・オブ・B-52'S』のために2曲の新曲をレコーディング、また全米ツアーも大成功のうちに終わらせている。1999年には、ケイト・ピアソンが、プラスチックスの佐久間正英、JUDY AND MARYのYUKI、ジャパンのミック・カーンらとユニット「NiNa」を結成し、アルバム『NiNa』を発表する。
2008年、スティーヴ・オズボーンのプロデュースで16年ぶりにアルバム『ファンプレックス』を発表する。

## メンバー
現メンバー
- フレッド・シュナイダー（Fred Schneider） - ボーカル、パーカッション（1976年 - ）
- ケイト・ピアソン（Kate Pierson） - ボーカル、パーカッション（1976年 - ）、鍵盤楽器（1976年 - 1989年）
- シンディ・ウィルソン（Cindy Wilson） - ボーカル、パーカッション（1976年 - 1990年、1996年 - ）
- キース・ストリックランド（Keith Strickland） - ギター、鍵盤楽器、プログラミング、バッキング・ボーカル（1976年 - ）、ドラムス（1976年 - 1989年）
- トレイシー・ウォームワース（Tracy Wormworth） - ベース（1992年 - ）
- スターリン・キャンベル（Sterling Campbell） - ドラムス（1992年 - 2002年、2007年 - ）
- グレッグ・スラン（Greg Suran） - ギター（2013年 - ）
- ケン・マイウリ（Ken Maiuri） - 鍵盤楽器、ギター（2016年 - ）

旧メンバー
- リッキー・ウィルソン（Ricky Wilson） - ギター、ベース、鍵盤楽器、バッキング・ボーカル（1976年 - 1985年、死没）
- パット・アーウィン（Pat Irwin） - 鍵盤楽器、ギター（1989年 - 2007年）
- ザック・アルフォード（Zack Alford） - ドラムス（1989年 - 1992年、2000年 - 2007年）
- サラ・リー（Sara Lee） - ベース（1989年 - 1992年、1998年 - 2002年）
- ジュリー・クルーズ（Julee Cruise） - ボーカル（1992年 - 1994年）
- ポール・ゴードン（Paul Gordon） - 鍵盤楽器、ギター（2007年 - 2016年、死没）

## ディスコグラフィ

### スタジオ・アルバム
- 『警告! THE B-52'S来襲』 - The B-52's (1979年)
- 『禁断の惑星』 - Wild Planet (1980年)
- 『ワーミィ・ワーミィ』 - Whammy! (1983年)
- 『バウシング・オフ・ザ・サテライツ』 - Bouncing Off The Satellites (1986年)
- 『コズミック・シング』 - Cosmic Thing (1989年)
- 『グッド・スタッフ』 - Good Stuff (1992年)
- 『ファンプレックス』 - Funplex (2008年)

### ライブ・アルバム
- 『ウィズ・ザ・ワイルド・クラウド!～ライヴ・イン・アセンズ』 - With the Wild Crowd! Live in Athens, GA (2011年)
- 『急襲! ライブ8-24-1979』 - Live! 8-24-1979 (2015年)
- Live! Rock 'N Rockets 1998 (2018年)

### EP
- 『メソポタミア』 - Mesopotamia (1982年) ※EP

### コンピレーション・アルバム
- 『パーティ・ミックス』 - Party Mix! (1981年)
- 『ベスト・オブ・THE B-52'S』 - The Best of the B-52's: Dance This Mess Around (1990年)
- 『タイム・カプセル～ベスト・オブ・B-52'S』 - Time Capsule: Songs for a Future Generation (1998年) ※シングル・コレクション
- Nude on the Moon: The B-52's Anthology (2002年)

### 主なシングル
- 「ロック・ロブスター」 - "Rock Lobster" （1978年）
- 「プライヴェート・アイダホ」 - "Private Idaho" （1980年）
- 「恋のお願い」 - "Give Me Back My Man" （1980年） ※イギリス、フランス、カナダ、日本など
- 「ラヴ・シャック」 - "Love Shack" （1989年）
- 「ローム」 - "Roam" （1990年）
- 「デッドビート・クラブ」 - "Deadbeat Club" （1990年）